# N125 (België)
De N125 is een gewestweg in de Belgische provincie Antwerpen en verbindt de N133 in Essen met de Nederlandse grens bij Huijbergen. De totale lengte van de N125 bedraagt ongeveer 7 kilometer. Moerkantsebaan is de straatnaam van de gehele N125. Op de grens sluit de weg aan op een ongenummerde lokale Nederlandse weg naar Huijbergen.